# Varanus rudicollis
Varanus rudicollis là một loài thằn lằn trong họ Varanidae. Loài này được Gray mô tả khoa học đầu tiên năm 1845.